# Benno David Frank
Benno David Frank (geboren als Benno Fraenkel am 23. Dezember 1905 in Mannheim-Neckarau, Deutsches Kaiserreich; gestorben am 25. März 1980 in Jerusalem) war ein Theaterregisseur.
Seine Eltern Abraham Fraenkel und Liba Fraenkel, geb. Lossman, waren erst im Jahr vor seiner Geburt nach Deutschland eingewandert, der Vater wollte dem russischen Militärdienst entgehen. Die jüdisch-orthodoxe Familie stammte ursprünglich aus Odessa.

## Kindheit und Jugend
Der Vater, Abraham Fraenkel, arbeitete zunächst in Mannheim-Neckarau und seit 1921 in Wiesbaden als Tabakgroßhändler und Einzelhändler. In Wiesbaden nahm er später die Position des Vizekonsuls der Polnischen Republik ein. Der Sohn besuchte in Wiesbaden die Volksschule und anschließend in Straßburg ein Lyzeum, in Baden-Baden eine Klosterschule und in Berlin die Friedrichswerder Oberrealschule. Sein Abitur machte er in Wiesbaden.

## Wirken während der Weimarer Republik
Geprägt vom zionistischen Wanderbund Blau-Weiß war Benno Fraenkel ein Bewunderer von Martin Buber und wollte zunächst Rabbiner werden. Im Anschluss an die Schule absolvierte er eine mehrgleisige Ausbildung. Zum einen arbeitete er von September 1925 bis März 1927 als Praktikant auf dem Lehrgut einer religiösen Kibbuz-Bewegung in Betzenrod (heute Ortsteil der hessischen Marktgemeinde Eiterfeld) und in Rodges (heute Stadtteil von Fulda). Zum anderen studierte er an der Universität Marburg bis 1927 u. a. bei Karl Budde Philosophie und darüber hinaus Theatergeschichte. Er gab später an, dieses Studium abgebrochen zu haben, um sich vollständig der Theaterregie widmen zu können. Am Wiesbadener Theater ließ er sich 1928/29 zum Regisseur ausbilden und inszenierte für die jüdische Gemeinde Wiesbadens seine erste Theater-Aufführung Esther von Jean Racine.
1929/1930 ging er als Schauspieler und Regisseur an das Stadttheater Harburg-Wilhelmsburg. 1931 wurde er Regisseur an der Schilleroper in Hamburg. Mit 27 Jahren war er ein Jahr später bereits Oberregisseur.
Nach der Machtübernahme der Nazis 1933 wurde die Situation wegen der Diskriminierung der Juden im Deutschen Reich für ihn schnell unhaltbar. Seine letzte Premiere war im April 1933 das von Karl Lerbs aus dem Englischen übertragene, von Cecil Scott Forester geschriebene Theaterstück „U-Boot 116“. Im Mai 1933 trat er von seiner Position als Oberspielleiter der Schilleroper zurück, den er in Zusammenarbeit mit Hanns Walther Sattler innehatte. Bald darauf verließ er Hamburg mit der Eisenbahn in Richtung Italien und schiffte sich in Triest nach Palästina ein.

## Leben und Wirken in Palästina 1933 bis 1938
In Palästina arbeitete Frank zunächst im Straßenbau. 1934 gründete er gemeinsam mit Karel Salmon, der die musikalische Leitung übernahm, in Tel Aviv die Palestine Chamber Opera. Franks Inszenierung von Verdis Rigoletto war die erste Oper, die in Palästina aufgeführt wurde. Dieses Opernprojekt erwies sich wirtschaftlich als nicht tragfähig, brachte aber bis 1938 eine Reihe von Opern- und Operettenproduktionen in hebräischer Sprache heraus, die beim Publikum Beachtung fanden: Adolphe Adams Die Nürnberger Puppe, Christoph Willibald Glucks Der betrogene Kadi, Wolfgang Amadeus Mozarts Die Entführung aus dem Serail, Jacques Offenbachs Das Mädchen von Elizondo, Dorothea und Die Verlobung bei der Laterne und Giovanni Battista Pergolesis La serva padrona. Neben seiner Tätigkeit für die Palestine Chamber Opera übernahm er auch Inszenierungen an dem von Richard Rosenheim geleiteten Theatron Ivri in Haifa und arbeitete für das Kabarett Mataté in Tel Aviv. Dort hatte im Dezember 1935 die Revue „Höre unsere Stimme“ ihre erste Aufführung. Außerdem leitete er die jährlichen Festspiele in Jerusalem, Tel Aviv und Haifa und arbeitete als Berater der Jewish Agency for Israel für die Hebrew Hour der BBC in Jerusalem. 1935 holte ihn Emil Hauser als Leiter der Theaterabteilung ans Palestine Conservatoire in Jerusalem, wo Bühnenmanagement, Schauspiel für Drama und Oper sowie Tanz von ihm gelehrt wurden.

## Übersiedlung in die USA
1938 übersiedelte er im Auftrag der Jewish Agency in die USA. Ab jetzt nannte er sich Benno D. Frank. Vom Gewerkschaftsdachverband Histadrut in den USA erhielt Frank den Auftrag, den palästinensischen Kultur-Pavillon auf der Weltausstellung 1939 in New York zu organisieren. Bis 1940 arbeitete Frank in New York als Regisseur bei der American League for Opera und leitete die Opernabteilung des New York College of Music. Zeitgleich war Benno Frank auch für den Rundfunk tätig und wurde Korrespondent der International Jewish Telegraphic Agency. 1940 wurde er amerikanischer Staatsbürger. Seit 1940 wirkte er an der Academy of Vocal Arts in Philadelphia und an verschiedenen College-Bühnen an der Ostküste der USA als Schauspiel- und Opernregisseur.

## Militärdienst für die US-Armee
Im Februar 1943 wurde er zum Militärdienst eingezogen und diente zunächst als Technician 3rd class bei der Psychological Warfare Division (PWD) der 12. amerikanischen Heeresgruppe. In der 2nd Mobile Radio Broadcasting Company (MRBC), begegnete er unter anderem Stefan Heym sowie Hanuš Burger. Nach der Landung in der Normandie war er vorübergehend beim amerikanischen Soldatensender in Lorient tätig. Seine Mitarbeit in der Propaganda diente der Feindbeeinflussung. Er wurde dafür mehrfach ausgezeichnet.
Ende September 1944, als seine Einheit in das Funkhaus von Radio Luxembourg und den nur leicht beschädigten Sender Junglinster einzog, wurde Benno Frank im Rahmen der Operation Annie als Radiosprecher tätig. Seine Einheit startete am 4. Dezember 1944 ein Tarnsender-Programm auf Langwelle (1214,5 m), das sich als deutscher Widerstandssender Sender 1212 ausgab. Das Programm lief täglich zwischen 2.00 und 6.00 Uhr nachts mit fünfzehn bis zwanzigminütigen Sendeabschnitten zu jeder vollen Stunde (von Januar 1945 an zwischen 1.00 und 5.00 Uhr). Es wurde von Benno Frank als dem Chefsprecher und Hauptredakteur mit leiser, geheimnisvoller Stimme in seinem rheinhessischen Akzent angekündigt: „Zwölfzwölf sendet, zwölfzwölf sendet!“ oder auch „Hier ist Zwölfzwölf!“ Als musikalisches Pausenzeichen diente das Volkslied Das Herz im Rhein, das mit der Zeile Es liegt eine Krone im tiefen Rhein beginnt. In der Nacht vom 24. auf den 25. April 1945 war der publizistisch-militärische Auftrag des Nachtsenders 1212 erfüllt; das angebliche Eindringen eines alliierten Stoßtrupps ins Studio wurde schauspielreif inszeniert und gesendet. Das war das Ende der Operation Annie.

## Von 1945 bis 1948 in Nachkriegs-Deutschland
Im Juli 1945 gingen die Aufgaben der PWD auf die Information Control Division (ICD) über, die zunächst in Bad Homburg residierte und ab Februar 1946 der Zentrale der amerikanischen Militärregierung in Berlin angegliedert war. Diese kümmerte sich um die Lizenzierung neuer Medien und Kultureinrichtungen in Deutschland. Frank, inzwischen zum Oberstleutnant befördert, kam die Aufgabe zu, als Direktor der Office of Military Government for Germany (U.S.) (Omgus) den Neuaufbau der Theater in der amerikanischen Besatzungszone in Deutschland in die Wege zu leiten. Außerdem war er an den Verfahren zur Entnazifizierung von Intendanten, Schauspielern, Dirigenten, Konzertveranstaltern und Musikern beteiligt. In der Folgezeit bemühte er sich darum, dass in Deutschland US-amerikanische Stücke aufgeführt wurden, darunter auch solche, die während der McCarthy-Ära auf dem Index standen. Auch setzte er sich für die Rückkehr Bertolt Brechts nach Deutschland ein.

## Von 1948 bis 1971 in den USA
1948 kehrte Frank in die USA zurück. Von 1948 bis 1968 war er Regisseur am Cleveland Playhouse und ab 1949 außerdem musikalischer Leiter des Lyric Theater of Kamaru in Cleveland (Ohio), einem multikulturellen Kunstzentrum.
In den folgenden Jahren übernahm er mehrmals Gastregien bei Theater-Festivals. So war er Leiter des Boston Art Festival, des New England Theater Festival Wellesley (MA), des Festivals Shakespeare Under the Stars in Yellow Springs und Toledo (Ohio) und Opernregisseur in Verbindung mit dem Cleveland Orchestra, dem Cleveland Institute of Music, der San Francisco Opera und der Academy of Music (Philadelphia). In diesen und anderen Funktionen inszenierte Frank im Laufe seines Lebens etwa 300 Opern, Musicals und Schauspiele in Europa, Palästina bzw. Israel und den USA. 1960 wurde ihm vom Bundespräsidenten Heinrich Lübke das Verdienstkreuz erster Klasse des Verdienstordens der Bundesrepublik Deutschland verliehen. Von 1968 bis 1970 war Benno Frank noch mit einem Vertrag der Rockefeller-Stiftung als künstlerischer Berater für die Universität Atlanta tätig.

## Von 1971 bis 1980 in Israel
1957 hatte Frank in Hamburg beim Amt für Wiedergutmachung einen Antrag auf Entschädigung für Schäden in seinem beruflichen Fortkommen während des Nationalsozialismus gestellt, der auch bewilligt wurde. Das gesamte Verfahren zog sich jedoch bis in die 1970er Jahre hin. Gegen Ende seines Lebens geriet Frank aufgrund fehlender Pensionsansprüche in finanzielle Schwierigkeiten. 1971 entschied er sich, nach Israel überzusiedeln. Er starb am 25. März 1980 in Jerusalem.